# Иври-ла-Батай
Иври-ла-Батай (фр. Ivry-la-Bataille) — коммуна на севере Франции, регион Нормандия, департамент Эр, округ Эврё, кантон Сент-Андре-де-л'Эр. Расположена в 30 км к юго-востоку от Эврё и в 80 км к западу от Парижа, на левом берегу реки Эр.
Население (2018) — 2 694 человека.

## История
Во время борьбы Генриха IV Бурбона с Католической лигой его войска 14 марта 1590 года встретились в битве близ Иври с армией Карла, герцога Майеннского, предводителя лиги, и после ожесточённой схватки совершенно разбили её. Этой победой могущество лиги было сильно поколеблено, так что герцог Майеннский только при помощи испанцев смог возобновить войну.

## Достопримечательности
- Церковь Святого Мартина XV века; сохранился колокол, звонивший в честь победы Генриха IV
- Дом Генриха IV XVI века; считается, что король останавливался в нём после битвы, что не соответствует истине
- Развалины шато Иври X—XIII веков
- Ворота разрушенного аббатства XII века

## Экономика
Структура занятости населения:
- сельское хозяйство — 1,0 %
- промышленность — 16,7 %
- строительство — 4,6 %
- торговля, транспорт и сфера услуг — 37,5 %
- государственные и муниципальные службы — 40,3 %

Уровень безработицы (2017) — 14,0 % (Франция в целом — 13,4 %, департамент Эр — 13,4 %). 

Среднегодовой доход на 1 человека, евро (2018) — 21 210 (Франция в целом — 21 730, департамент Эр — 21 700).

## Демография
Динамика численности населения, чел.

## Администрация
Пост мэра Иври-ла-Батай с 2020 года занимает Сильви Эно (Sylvie Hénaux). На муниципальных выборах 2020 года возглавляемый ею список победил в 1-м туре, получив 51,46 % голосов. 
| Период | Период | Фамилия      | Партия                             | Примечания               |
| ------ | ------ | ------------ | ---------------------------------- | ------------------------ |
| 1977   | 1995   | Сесиль Ша    | Объединение в поддержку Республики | руководитель предприятия |
| 1995   | 2001   | Мишель Брико | Объединение в поддержку Республики | руководитель предприятия |
| 2001   | 2008   | Нелли Бертен |                                    | пенсионерка              |
| 2008   | 2020   | Патрик Мезон | Разные правые                      | фермер                   |
| 2020   |        | Сильви Эно   | Разные правые                      | профессор математики     |

## Галерея

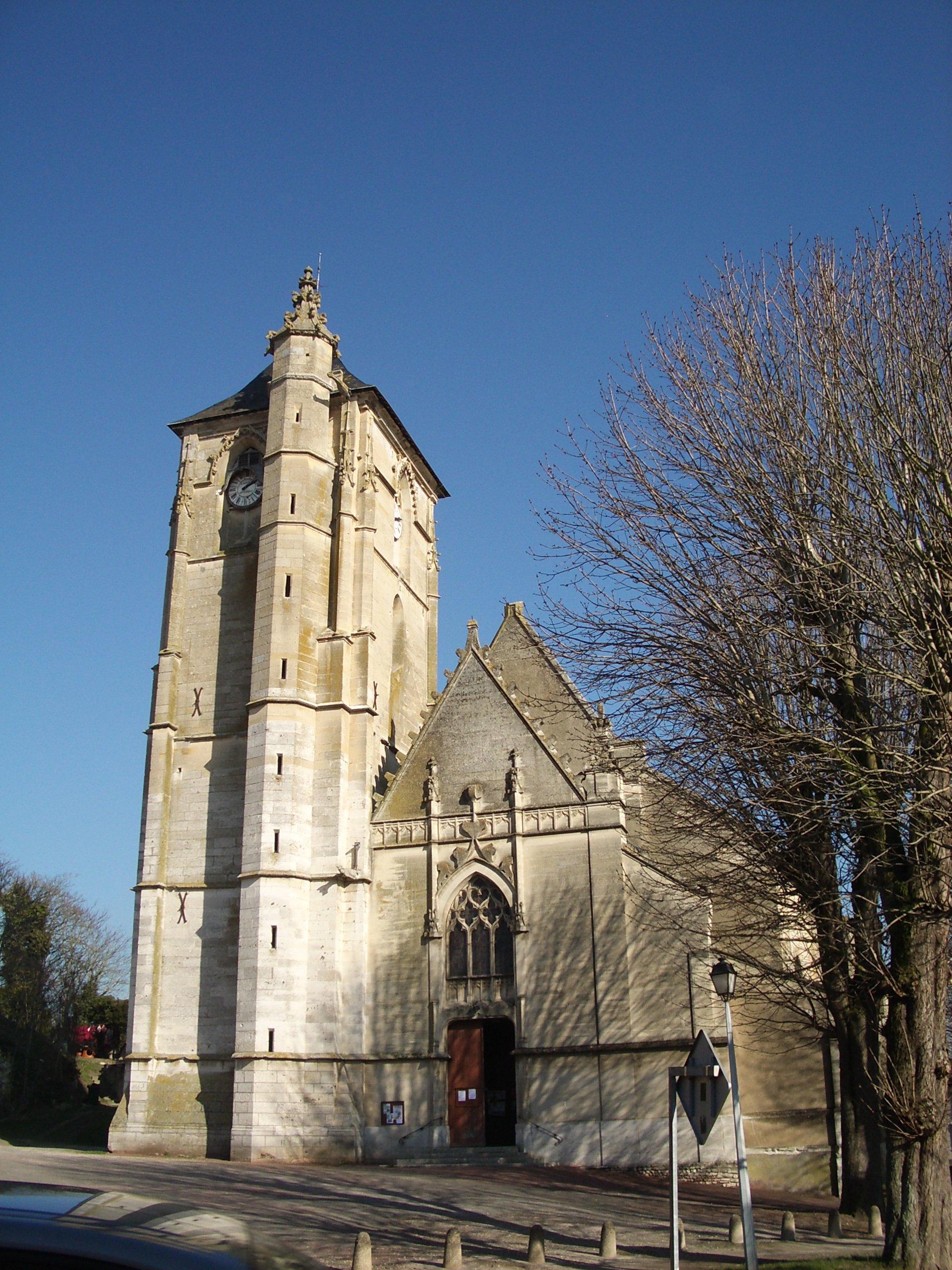
Церковь Святого Мартина
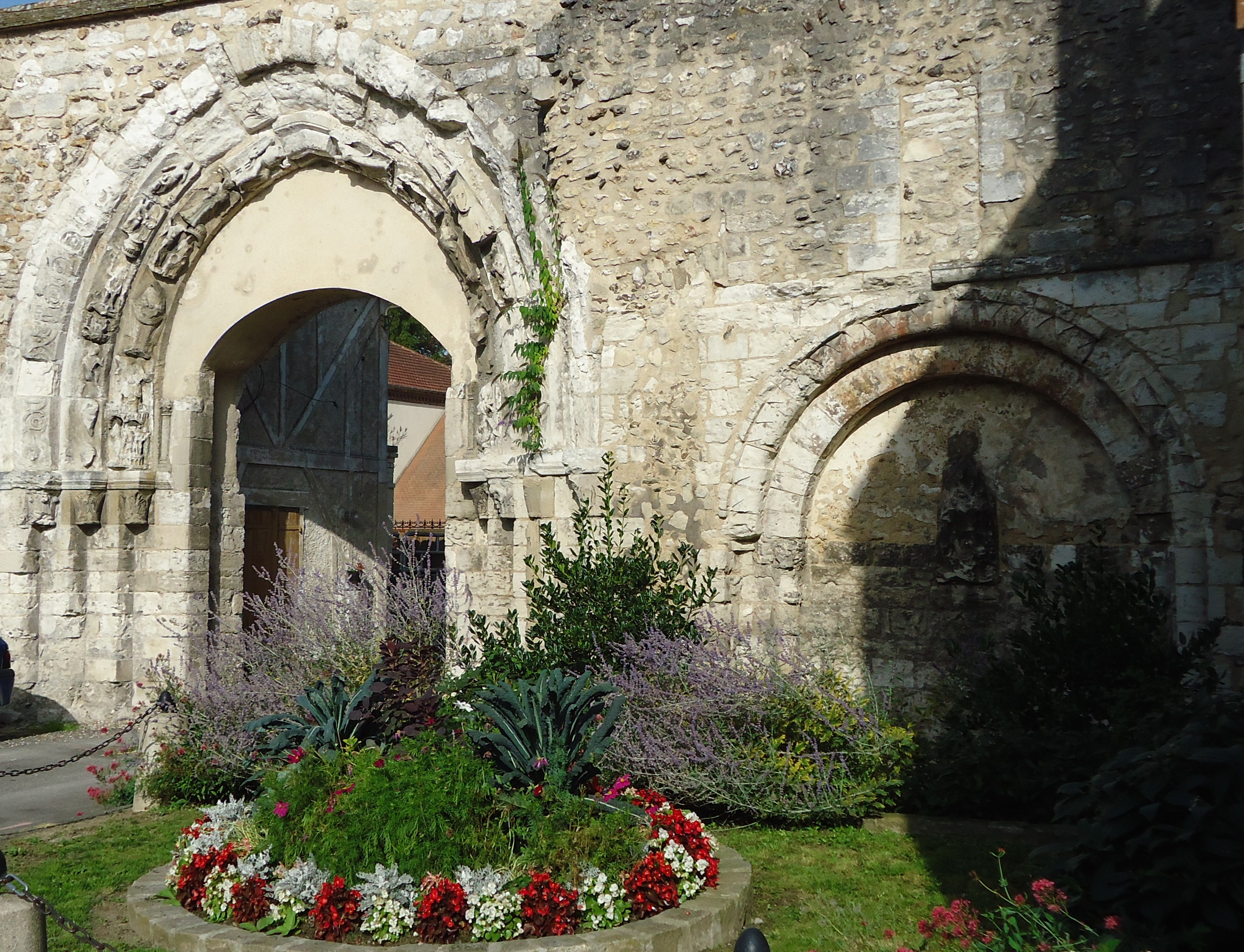
Ворота бывшего аббатства
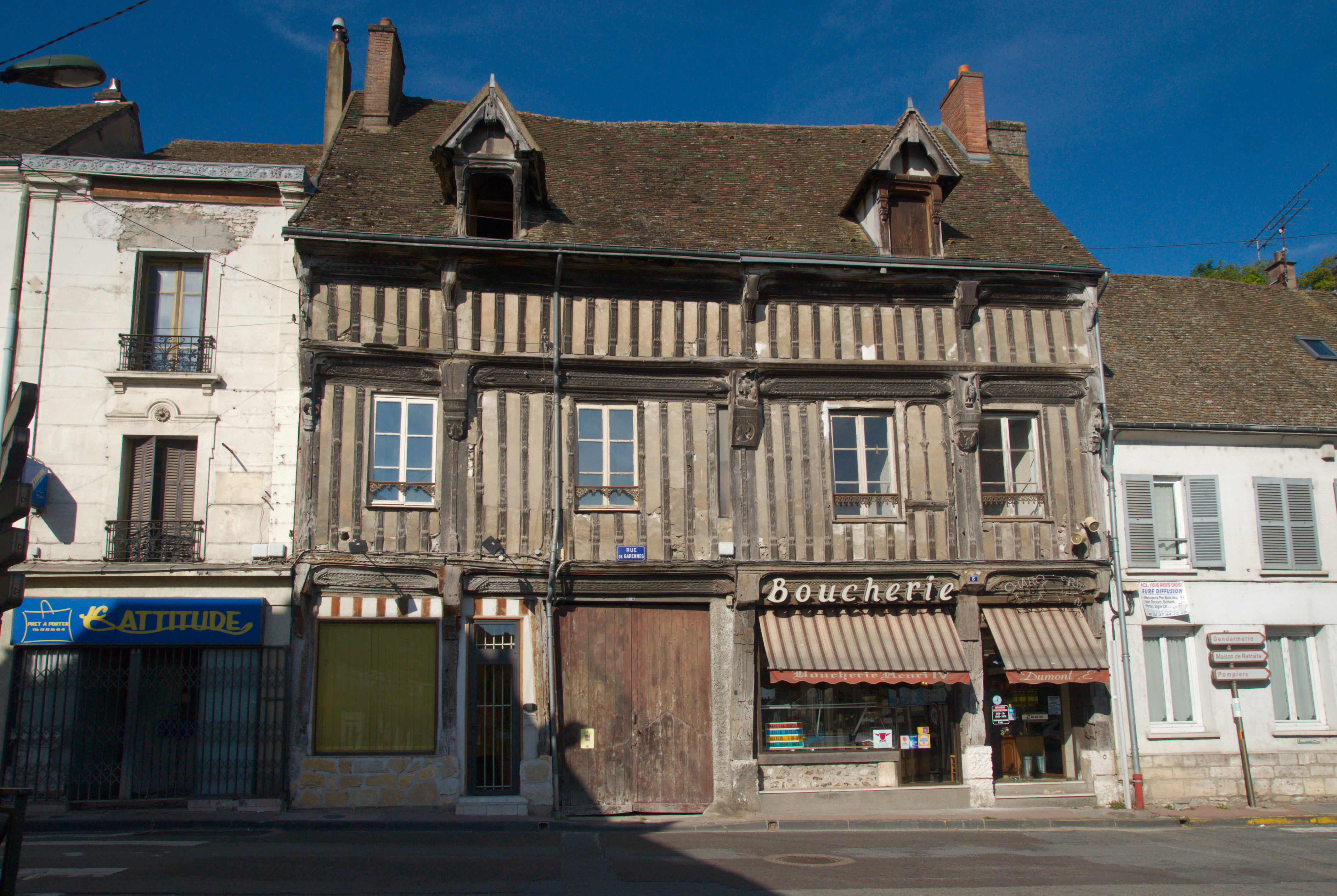
«Дом Генриха IV»